# Medaglia d'oro
Una medaglia d'oro è una medaglia assegnata per il più alto risultato ottenuto in vari ambiti. Il suo nome deriva dall'uso di oro per realizzarla, sotto forma di placcatura o in lega.
Dal diciottesimo secolo, le medaglie d'oro sono state assegnate nelle arti, ad esempio, dalla Accademia delle belle arti di Copenaghen. Molte organizzazioni ora assegnano medaglie d'oro annualmente o straordinariamente, tra cui l'UNESCO e varie società accademiche.
Mentre alcune medaglie d'oro sono in oro massiccio, altre sono placcate in oro o argento dorato, come quelle dei Giochi olimpici, la Medaglia Lorentz, la Medaglia d'oro del Congresso degli Stati Uniti e la medaglia del Premio Nobel; le medaglie del Premio Nobel sono costituite da elettro 18 carati placcato con oro 24 carati. Prima del 1980 erano coniate in oro 23 carati.
Prima dell'istituzione dei riconoscimenti militari standardizzati come le medaglie d'onore, era pratica comune avere una medaglia creata appositamente come riconoscimento nazionale per ogni vittoria significativa o successo militare o navale.